# زهانغ ينو
زهانغ ينو (بالصينية: 张一诺) (14 يوليو 1994 بداتشو في الصين - ) هو لاعب كرة قدم صيني في مركز حراسة المرمى. لعب مع Chengdu Tiancheng F.C. ‏ وShanghai Shenxin F.C. ‏.

## وصلات خارجية
- زهانغ ينو على موقع قاعدة بيانات كرة القدم.إي يو (الإنجليزية)
- زهانغ ينو على موقع Soccerway.com (الإنجليزية)